# 前塔亞山

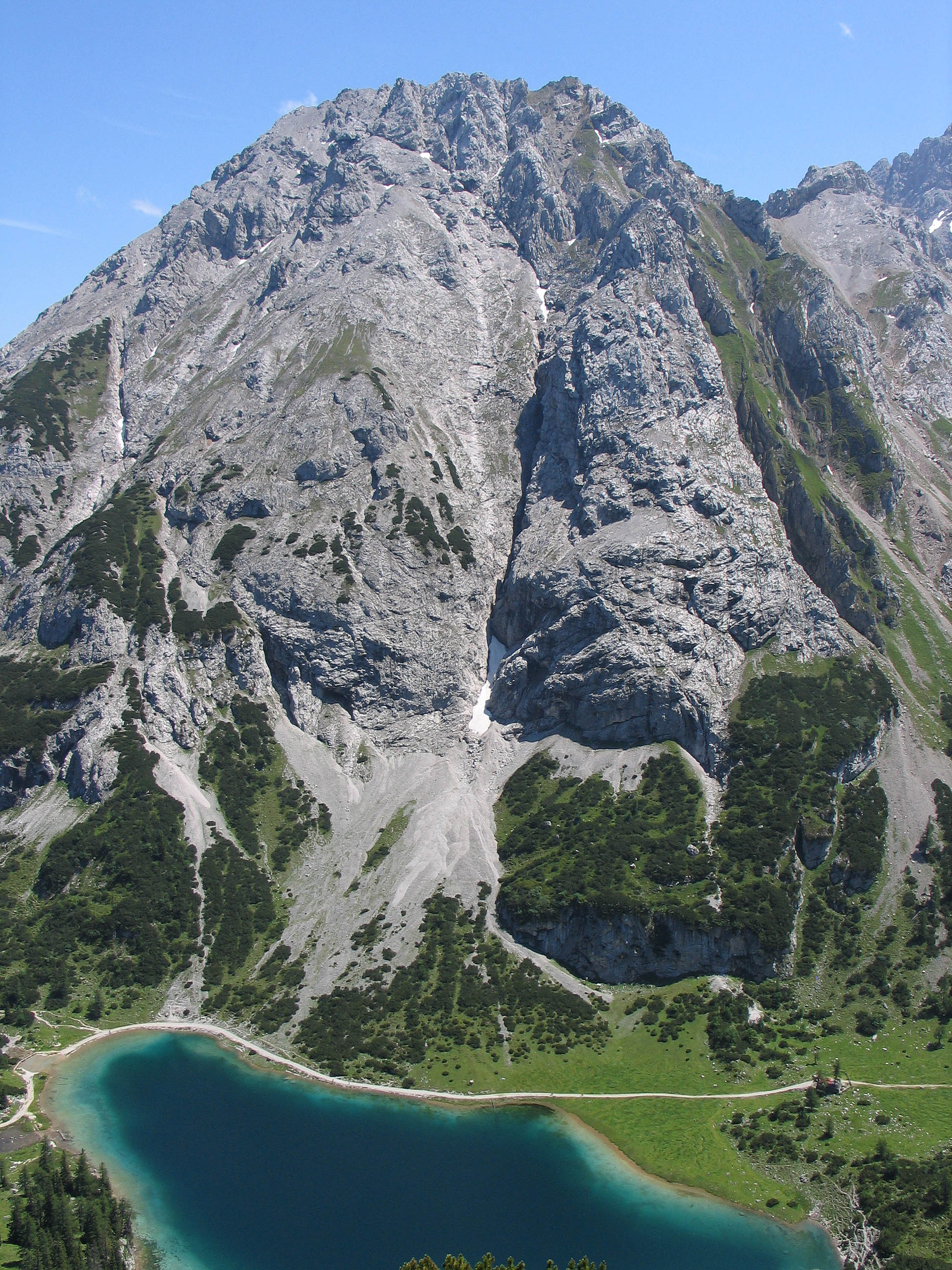

47°21′50″N 10°56′51″E / 47.36399°N 10.94738°E
前塔亞山（德語：Vorderer Tajakopf），是奧地利的山峰，位於該國西部，由蒂羅爾州負責管轄，屬於米耶明山脈的一部分，海拔高度2,450米，山體由石灰岩組成，人類在1894年8月16日首次登頂。